# The Dirtchamber Sessions Volume One
The Dirtchamber Sessions Volume One – solowy album Liama Howletta, będący kompilacją zmiksowanych fragmentów utworów różnych wykonawców.
Materiał zawarty na kompilacji to głównie muzyczne fascynacje lidera The Prodigy, bowiem Howlett zajmował się wtedy didżejowaniem w brytyjskich klubach, co zaowocowało również współpracą z jedną z wyspiarskich rozgłośni radiowych, która zaoferowała mu czas antenowy w swoim studio, na co się zgodził. Tak powstało „The Dirtchamber Sessions Volume One”, zawierające m.in. miks utworów „The Chemical Brothers”, „Primal Scream”, „Ultramagnetic MC’s” i wielu innych.
Dirtchamber to także nazwa domowego studia Liama, w którym często tworzy swoje kompilacje.

## Lista utworów
1. - 7:18
  1. Intro Beats
  2. Rasmus, „Tonto's Realese” (1998)
  3. Hardnoise, „Untitled” (1991)
  4. The Chemical Brothers, „Chemical Beats” (1995)
  5. Ultramagnetic MC’s, „Kool Keith Housing Things” (1988)
  6. Lighting Rod feauitring Jalal, „Sport” (1988)
  7. Ultramagnetic MC’s, „Give the Drummer Some” (1988)
  8. Time Zone, „Wildstyle” (1983)
2. – 6:44
  1. Bomb the Bass, „Bug Powder Dust” (1994)
  2. Trouble Funk, „Pump Me Up” (1984)
  3. The Charlatans, „How High” (1997)
  4. The Prodigy, „Poison” (1995)
  5. Jane’s Addiction, „Been Caught Stealing” (1997)
  6. Tim Dog featuring KRS-One, „I Get Wrecked” (1993)
3. – 6:03
  1. Babe Ruth, „The Mexican” (1972)
  2. The B-Boys, „Rock the House” (1983)
  3. The Chemical Brothers, „(The Best Part of) Breaking Up” (1996)
  4. Word of Mouth, „King Kut” (1985)
4. – 7:52
  1. DJ Mink, „Hey Hey Can You Relate” (Instrumental) (1990)
  2. The KLF, „What Time Is Love” (1988)
  3. Bones Breaks, „Funky Acid Makossa” (1988)
  4. Bones Breaks, „Shifted Off” (1988)
  5. Bones Breaks, „And the Break Goes Again” (1988)
  6. Meat Beat Manifesto, „Radio Babylon” (1990)
  7. Herbie Hancock, „Rockit” (1980)
  8. The 45 King, „900 Number” (1992)
  9. Propellerheads, „Spybreak!” (1997)
  10. Beastie Boys, „It's the New Style” (1986)
5. – 4:57
  1. Sex Pistols, „New York” (1977)
  2. Fatboy Slim, „Punk to Funk” (1996)
  3. Medicine, „I'm Sick” (1997)
6. – 5:48
  1. D.S.T., „The Home of Hip Hop” (1985)
  2. JVC Force, „Strong Island” (1984)
  3. Primal Scream, „Kowalski” (1997)
  4. Beastie Boys, „Time to Get Ill” (1986)
  5. Barry White, „I’m Gonna Love You a Little More Babe” (1973)
  6. Public Enemy, „Public Enemy No. 1” (1987)
  7. The JB’s, „Blow Your Head” (1974)
  8. T La Rock, „Breakin' Bells” (1993)
7. – 3:59
  1. LL Cool J, „Get Down” (1987)
  2. Digital Underground, „The Humpty Dance” (1989)
  3. Uptown, „Dope on Plastic” (1989)
  4. Coldcut, „More Beats and Pieces” (1997)
  5. London Funk Allstars, „Sure Shot” (1995)
8. – 8:40
  1. West Street Mob, „Break Dancin’ (Electric Boogie)” (1983)
  2. Hijack, „Doomsday of Rap” (1988)
  3. Renegade Soundwave, „Ozone Breakdown” (1988)
  4. The Beginning of the End, „Funky Nassau” (1971)
  5. The Jimmy Castor Bunch, „It's Just Begun” (1972)